# AFC Ajax NV
AFC Ajax NV is beursgenoteerd sinds 1998 en vooral bekend als voetbalclub.

## Activiteiten
Sinds 1998 is de club als naamloze vennootschap (NV) genoteerd aan de effectenbeurs Euronext Amsterdam. Als bedrijf probeert de club winst te maken door de kaartverkoop en de inkomsten uit het Europees voetbal. De helft van de opbrengsten komt uit merchandising, reclame en inkomsten uit de televisierechten.
Ajax is de enige Nederlandse voetbalclub met een beursnotering. In landen als Engeland, Duitsland, Italië en Turkije zijn meer voetbalclubs beursgenoteerd, met als meest succesvolle voorbeeld Manchester United. Verschillende bestuursleden van Ajax hebben een achtergrond in de beurswereld. De penningmeester van Ajax, Arie van Os, was een bekende Amsterdamse beurshandelaar bij Van der Moolen.
Ajax heeft een belang van 13% in Stadion Amsterdam NV, dat de Johan Cruijff ArenA exploiteert. Ook had het tot 2020 een belang van 51% belang in het Zuid-Afrikaanse Ajax Cape Town, dat nu Cape Town Stars heet.
Van de aandelen AFC Ajax NV is slechts een beperkt deel vrij verhandelbaar op de beurs. De Vereniging AFC Ajax heeft 73,0% van de aandelen in bezit. Daarnaast heeft verzekeraar NN Group (5,3%) en de familie van oud-beurshandelaar Adri Strating (8,9%) een deel van de uitstaande aandelen in bezit.
In februari 2008 heeft een commissie onder leiding van oud-bestuurslid Uri Coronel de gang van zaken bij de club sinds de beursgang en de verhuizing naar de Amsterdam ArenA onderzocht. De aanleiding voor dit onderzoek was de onvrede over uitblijvende successen.
Op 2 april 2024 besloot de raad van commissarissen om algemeen directeur en directievoorzitter Alex Kroes per direct te schorsen. Kroes heeft vlak voor de publicatie van zijn voorgenomen benoeming op 2 augustus 2023, ruim 17.000 aandelen Ajax gekocht. Hij heeft hiermee een strafbaar feit gepleegd, namelijk handel met voorkennis. Op 25 april 2024 werd bekend gemaakt dat Ajax de samenwerking met Kroes toch continueerde, maar met hem niet langer als algemeen directeur maar in een nieuwe rol van technisch directeur.

## Financiële resultaten
AJAX NV heeft een gebroken boekjaar dat loopt van 1 juli tot en met 30 juni.

### Winst- en verliesrekening
De omzet vloeit voort uit drie hoofd categorieën te weten de voetbalomzet (± 50%), sponsoring (± 25%) en tv rechten (± 15%). De voetbalomzet hangt sterk samen met de prestaties van het eerste elftal van AFC Ajax. De voetbalomzet bestaat uit de verkoop van seizoenskaarten, business seats en skyboxen. Daarnaast de recettes van de wedstrijden in de Eredivisie, KNVB Beker en vriendschappelijke wedstrijden. Afhankelijk van deelname aan Europese toernooien komen daar de recettes en premies bij van de UEFA Champions League en de UEFA Europa League (voorheen de UEFA Cup).
Ongeveer de helft van de bedrijfslasten worden gevormd door lonen en salarissen. Hiervan is driekwart bestemd voor spelers en het overige deel voor begeleidende staf en kantoor personeel. Een kleine 40% betreft de overige bedrijfslasten zoals wedstrijdkosten, huisvestingskosten en de administratie kosten.
Spelers worden tegen kostprijs (transfersom, tekengeld en bijkomende kosten) op de balans gezet en afgeschreven over de duur van het contract middels lineaire afschrijving. Bij verlenging van het contract wordt de resterende vergoedingssom afgeschreven over de nieuwe contractduur. Bij verkoop van een speler wordt de nog bestaande vergoedingssom in mindering gebracht op de netto verkoopopbrengst.
Resultaat vergoedingssommen zijn alle transferbaten (verkoop van spelers, opleidingsvergoeding en doorverkoop percentages van voormalige spelers) minus alle transferlasten (uitgaven aan nieuw aangetrokken spelers).
| Boekjaar | Omzet (x1000) | Bedrijfslasten (x1000) | Afschrijvingen en resultaat vergoedingssommen (x1000) | Winst (x1000) |
| -------- | ------------- | ---------------------- | ----------------------------------------------------- | ------------- |
| 2004/05  | € 66.625      | € 61.944               | € 932                                                 | € 2.853       |
| 2005/06  | € 74.430      | € 67.430               | € −10.146                                             | € −6.626      |
| 2006/07  | € 64.891      | € 66.306               | € −12.588                                             | € −10.420     |
| 2007/08  | € 61.892      | € 77.146               | € 25.663                                              | € 7.772       |
| 2008/09  | € 67.154      | € 80.125               | € 10.244                                              | € −3.410      |
| 2009/10  | € 69.113      | € 82.625               | € −13.484                                             | € −22.808     |
| 2010/11  | € 97.688      | € 95.844               | € 4.438                                               | € 5.473       |
| 2011/12  | € 104.488     | € 91.069               | € −5.455                                              | € 9.666       |
| 2012/13  | € 105.629     | € 95.402               | € 12.859                                              | € 18.150      |
| 2013/14  | € 103.780     | € 95.103               | € 12.520                                              | € 16.562      |
| ...      |               |                        |                                                       |               |
| 2021/22  | € 189.208     | € 196.781              | € −26.876                                             | € −24.320     |
| 2022/23  | € 196.311     | € 191.592              | € 62.093                                              | € 38.975      |

Ajax: Winst- en Verliesrekening 2004-2013

De omzet fluctueert van 2004 tot 2010 tussen € 61,9 miljoen en € 74,4 miljoen. Deze verschillen ontstaan door betere (2005) en slechtere (2006, 2007) voetbalprestaties, en het sluiten van nieuwe tv- (2005) en sponsorcontracten (2008). In de jaren 2010 tot 2014 heeft Ajax meegedaan aan de UEFA Champions League en de daardoor ontvangen recettes en premies heeft de omzet in deze jaren aanzienlijk verhoogd. Tevens heeft de nieuwe samenwerking tussen de Eredivisie en Fox International Channels gezorgd voor een toename van de omzet.
De bedrijfslasten zijn in de periode 2004 tot 2010 met meer dan de helft toegenomen. In 2007 was een grote stijging in salarissen door nieuwe en verbeterde contracten voor spelers. Door deelname aan de UEFA Champions League vanaf 2010 zijn ook de wedstrijdkosten en reis- en verblijfkosten flink gestegen. Daarnaast zijn de salariskosten gestegen door bonussen voor Europees voetbal. In 2012 zijn de eenmalige extra kosten en afschrijving opgenomen voor de sluiting van de Ajax Experience
Het aantrekken van niet voldoende presterende dure spelers zorgde voor steeds hogere afschrijvingen op vergoedingssommen. Dit was een van de grote oorzaken voor het verlies van meer dan 22 miljoen euro in het boekjaar 2009/10. Gedreven door de slechte financiële prestaties alsmede de slechte veldprestaties heeft Johan Cruijf de Fluwelen Revolutie geïnitieerd. Een van de speerpunten hierin was dat Ajax meer eigen jeugdspelers moet laten doorstromen in plaats van dure spelers aan te kopen. Dit beleid zorgt enerzijds voor een daling van de afschrijvingen en anderzijds een positieve toename van de transferbalans.

### Balans
Ongeveer de helft van de vaste activa wordt gevormd door de vergoedingssommen (Immateriële vaste activa), de boekwaarde van de selectiespelers. De andere helft bestaat uit Materiële vaste activa (gebouwen en installaties) en Financiële vaste activa. De Vlottende activa bestaat hoofdzakelijk uit debiteuren en liquide middelen. Bij de passiva zijn naast het eigen vermogen vooral kortlopende schulden.
| Boekjaar | Vaste activa (x1000) | Vlottende activa (x1000) | Eigen vermogen (x1000) | Vreemd vermogen (x1000) | Balanstotaal (x1000) |
| -------- | -------------------- | ------------------------ | ---------------------- | ----------------------- | -------------------- |
| 2004/05  | € 61.808             | € 52.065                 | € 74.912               | € 38.961                | € 113.873            |
| 2005/06  | € 64.289             | € 41.920                 | € 68.284               | € 37.925                | € 106.209            |
| 2006/07  | € 51.883             | € 40.598                 | € 57.852               | € 34.629                | € 92.481             |
| 2007/08  | € 57.941             | € 67.202                 | € 65.442               | € 59.701                | € 125.143            |
| 2008/09  | € 71.459             | € 54.405                 | € 61.789               | € 64.075                | € 125.864            |
| 2009/10  | € 64.586             | € 31.242                 | € 39.228               | € 56.600                | € 95.828             |
| 2010/11  | € 63.612             | € 36.383                 | € 44.680               | € 55.315                | € 99.995             |
| 2011/12  | € 45.253             | € 58.227                 | € 54.746               | € 48.734                | € 103.480            |
| 2012/13  | € 42.304             | € 75.944                 | € 71.840               | € 43.408                | € 118.248            |
| 2013/14  | € 47.660             | € 84.330                 | € 88.084               | € 43.906                | € 131.990            |

Ajax: Balans 2004-2013

De schommelingen in de vaste activa worden vooral veroorzaakt door investeringen en afschrijvingen op de selectie-spelers. In 2006/07 is een scherpe daling te zien door verkoop van spelers met een boekwaarde. In de twee daarop volgende boekjaren (2007/08 en 2008/09) is deze post met 20 miljoen toegenomen door investeringen in de spelersgroep. Over de jaren 2009 tot 2013 zijn de investeringen in de spelersgroep jaarlijks lager geweest dan de afschrijvingen en verkopen, hetgeen zorgt voor een forse afname van de post vergoedingssommen in deze periode. In 2013/14 stijgt deze post weer door aankoop van nieuwe spelers.
De variatie in de vlottende activa is gebaseerd op termijnbetalingen van uitgaande transfers en de winst. In het boekjaar 2007/08 zijn de termijnbetalingen van enkele grote uitgaande transfers opgenomen in de debiteuren, die in de twee jaren daarna (2008/09 en 2009/10) worden geïnd.
In verband met een eventuele belastingnaheffing rondom de transfers Michael Laudrup en Sjota Arveladze is er € 7.7 miljoen afgeboekt in het boekjaar 2010/11. In de jaren 2011 tot 2014 loopt de vlottende activa op door de geboekte winsten (liquide middelen) en de vorderingen door verkoop van spelers (debiteuren).
Door de investeringen in de spelersgroep in de boekjaren 2007/08 en 2008/09 wordt het vreemd vermogen bijna verdubbeld. Dit wordt veroorzaakt door de stijging in post de crediteuren en overige schulden. In de daarop volgende jaren zijn deze schulden afgelost met het ontvangen van uitgestelde betalingen van transfers en televisiegelden.
Het eigen vermogen is in de jaren 2004 tot 2010 bijna gehalveerd. De prestaties van het eerste elftal, en de daaruit voortvloeiende inkomsten, vielen tegen en de investeringen en salarissen bleven hoog. Het eigen vermogen ten opzichte van het balanstotaal daalde van 65.8% naar 40.9%. In de jaren 2010 tot 2014 zijn de bedrijfslasten, mede door de fluwelen revolutie, gedaald door verkoop van spelers met hoge salarissen. Daarnaast zijn er meer jeugdspelers in het eerste elftal gekomen waarmee de investeringen in de spelersgroep ook daalden. De inkomsten zijn sterk verhoogd in deze periode, vooral door deelname aan de UEFA Champions League in deze vier jaren.
| 65,8 |

| 64,3 |

| 62,6 |

| 52,3 |

| 49,1 |

| 40,9 |

| 44,7 |

| 52,9 |

| 60,8 |

| 66,7 |

| % Eigen vermogen van balans totaal |

## Kwestie Overmars
De Vereniging van Effectenbezitters (VEB) heeft de NV kritische vragen gesteld over de kwestie rond de gewezen directeur voetbalzaken, Marc Overmars, die in februari 2022 per direct opstapte wegens "het over een langere periode versturen van grensoverschrijdende berichten aan meerdere vrouwelijke collega's". De VEB verlangt daarbij dat de NV bepaalde bonussen van Overmars terugvordert.